# Кадіс (провінція)
Кадіс (ісп. Cádiz) — найпівденніша провінція Іспанії в автономному співтоваристві Андалусія. Столиця — місто Кадіс.

## Загальна характеристика
Населення провінції становить 1 260 204 жителі (INE 2022), з яких 638 807 мешкають у міській агломерації Баїя-де-Кадіс-Херес і 273 811 — у агломерації Баїя-де-Альхесірас. Має площу 7435,85 км², щільність населення 169,38 жителів/км². Найбільш населеним містом є Херес-де-ла-Фронтера з 212 730 жителями (2022).

## Історія
Провінція була створена Королівським указом 30 листопада 1833 року шляхом об'єднання населених пунктів Королівства Севілья, за винятком тих, які увійшли до складу провінцій Севілья та Уельва.

## Географія
Провінція омивається на заході і південному заході Атлантичним океаном, на півдні — Гібралтарською протокою, на південному сході — Середземним морем. Головні річки області — Гвадалете і Гвадалквівір. Ґрунти родючі; головні продукти — оливкова олія і хліб; риболовля та видобуток морської солі.

## Адміністративно-територіальний устрій
Провінція Кадіс складається із 45 муніципалітетів, 21 з яких об'єднані в шість комарок і 14 судових округів. Ці муніципалітети були частиною старих Королівств Севільї та Гранади до нинішнього поділу Іспанії на провінції.